# Julian Jackson
Julian Jackson (Saint Thomas, 12 settembre 1960) è un ex pugile statunitense.
È stato una figura di spicco nella categoria dei pesi medi negli anni '80 e '90. 
Considerato come uno dei più duri picchiatori di ogni epoca, concluse 49 delle sue 55 vittorie per KO. 
Jackson è considerato da molti come uno dei pugili più potenti nella storia della boxe, pound for pound, ed è stato classificato al 25º posto dalla rivista The Ring in un elenco del 2003 dei "100 migliori picchiatori". Jackson è stato eletto nella International Boxing Hall of Fame nel 2019.

## Carriera
Ha combattuto dal 1981 al 1998. È un tre volte campione del mondo in due categorie di peso, avendo detenuto il titolo dei pesi super welter WBA e due volte il titolo dei pesi medi WBC.
Dopo aver ottenuto 29 vittorie consecutive e 0 sconfitte, nel 1986 ha l'occasione di affrontare Mike McCallum, la sua prima chance per il titolo mondiale dei pesi welter, ma venne sconfitto per TKO al secondo round. Vince però un anno dopo contro il pugile coreano Baek In-chul. Difese questo titolo per 8 volte, vincendo sempre per KO, fino al 1990. Quando rese il titolo vacante e salì di categoria (pesi medi), dove vinse la cintura WBC dei pesi medi contro Herol Graham. Difese il titolo per 5 volte, fino all'8 maggio 1993, quando venne sconfitto in un drammatico e intensissimo match contro Gerald McClellan per KO al quinto round. 
Un anno dopo ci fu il rematch tra i due, ma all'MGM Grand di Las Vegas, Jackson fu sconfitto di nuovo da McClellan, considerato come il "miniature Mike Tyson". 
Nel 1995 Julian Jackson riesce a vincere il titolo tanto atteso contro il semi sconosciuto italiano Agostino Cardamone, ma lo perse nell'incontro successivo. Dopo qualche incontro negativo, nel 1998 ormai trentottenne, venne sconfitto due volte per KO, e lo stesso anno annunciò il ritiro, con un record totale di 55 vittorie e 6 sconfitte.

## Caratteristiche tecniche
Jackson disponeva di una potenza inarrestabile, considerato da molti fan ed esperti come uno dei pugili, se non il pugile (pound for pound) più potente di sempre. Jackson preferiva muoversi relativamente poco, fondava il suo combattimento su tempismo e potenza. Aveva una capacità di sferrare il colpo del KO da angolazioni complicate, ad una elevata velocità e precisione, cercava spesso il knock out veloce, a volte anche rischiando di scoprirsi troppo. Il suo formidabile pugno lo aiutava anche in combattimenti che si facevano complicati. 
Jackson non si concentrava troppo sulla difesa, i suoi movimenti difensivi erano comunque puliti, usava molto il movimento della testa per mandare a vuoto i colpi avversari. Peccava però per quanto riguarda la resistenza ai colpi, la sua capacità di incassare non era delle migliori, delle sue 6 sconfitte, tutte sono avvenute per KO.

## Vita dopo la boxe
Dopo essersi ritirato dallo sport, Jackson si è unito al ministero e vive ancora nella sua città natale di St. Thomas, nelle Isole Vergini, ai Caraibi. Continua il suo coinvolgimento nel campo della boxe locale come allenatore, soprattutto dei suoi tre figli, Julius Jackson, Julian Jackson Jr. e John Jackson, hanno combattuto tutti professionalmente dal 2009.